# Sybra pseudolineata
Sybra pseudolineata là một loài bọ cánh cứng trong họ Cerambycidae.